# Zdeňka Baldová
Zdeňka Baldová (ur. 20 lutego 1885 w Českiej Třebovej, zm. 26 września 1958 w Pradze) – czeska aktorka filmowa i teatralna. 

## Wybrane role filmowe
- 1921: Neznámé matky – Mína (film niemy)
- 1931: Obrácení Ferdyse Pistory – Irma
- 1932: Prawo do grzechu (Právo na hřích) – Marie Lípová, matka Věry
- 1933: Rewizor – Anna Andrejewna
- 1934: U nás v Kocourkově – Nykysová
- 1936: Tři muži ve sněhu – Hubáčková
- 1937: Moralność ponad wszystko (Mravnost nade vše) – pani Dražná ze Stowarzyszenia na rzecz Postępu Moralności
- 1937: Filozoficzna opowieść  (Filosofská historie) – gospodyni Krupková
- 1939: Szaleństwa Ewy (Eva tropí hlouposti) – ciocia Pa (Pavlína)
- 1940: Przyjaciółka pana ministra (Přítelkyně pana ministra) – Marie Hrubá
- 1940: Artur a Leontýnka – Márinka Drmolová
- 1941: Ukochany (Roztomilý člověk) – wdowa Malá
- 1941: Cioteczka (Tetička) – żona Felixa
- 1942: Gabriela – Žofka
- 1942: Valentin Dobrotivý – Maruška Kudrnová
- 1942: Ryba na sucho (Ryba na suchu) – żona starosty
- 1945: Rozina sebranec – Straková
- 1946: Nezbedný bakalár – żona Slacha
- 1947: Tchórz (Mrtvý mezi zivými) – Fejfarová
- 1949: Praga roku 1848 (Revoluční rok 1848) – Housková
- 1950: Daleka podróż (Daleká cesta) – Hedvika Kaufmannová, matka Hany
- 1952: Uśmiechnięty kraj (Usměvavá zem) – Fejfarová
- 1952: Z cesarsko-królewskich czasów opowiadań kilka (Haškovy povídky ze starého mocnářství) – Benzetová
- 1953: Księżyc nad rzeką (Měsíc nad řekou) – Hlubinová
- 1954: Ekspres z Norymbergi (Expres z Norimberka) – Vaňková
- 1954: Na rozdrożu (Frona) – Bartoška
- 1956: Srebrny wiatr (Stříbrný vítr) – kochanka
- 1956: Proszę ostrzej! (Zaostřit, prosím!) – teściowa
- 1957: Krawiec i książę (Labakan) – Mirza
- 1958: Piąte koło u wozu (Páté kolo u vozu) – babcia
- 1958: Moralność pani Dulskiej (Morálka paní Dulské) – Dulska

## Wyróżnienia
- 1953: tytuł „Zasłużony artysta”
- 1955: tytuł „Artysta narodowy”

## Źródła
- Zdeňka Baldová w bazie IMDb (ang.)
- Zdeňka Baldová w bazie Filmweb
- Zdeňka Baldová w bazie Kinobox.cz (cz.)
- Zdeňka Baldová. w bazie ČSFD.cz. (cz.).
- Zdeňka Baldová. w bazie FDb.cz. (cz.).
- Zdeňka Baldová. w bazie Filmový přehled. (cz.).